# Acropora chesterfieldensis
Acropora chesterfieldensis е вид корал от семейство Acroporidae. Видът е незастрашен от изчезване.

## Разпространение
Разпространен е в Австралия, Американска Самоа, Вануату, Индонезия, Кирибати, Маршалови острови, Микронезия, Науру, Нова Каледония, Остров Норфолк, Острови Кук, Палау, Папуа Нова Гвинея, Соломонови острови, Токелау, Тувалу, Уолис и Футуна, Фиджи и Френска Полинезия.

## Описание
Популацията им е намаляваща.